# Yohanan Aharoni
Yohanan Aharoni (1919-1976) foi professor de arqueologia, presidente do Departamento de Arqueologia e Estudos do Oriente Próximo e presidente do Instituto de Arqueologia da Universidade de Tel-Aviv.
Ele escreveu seis livros:
- The Land of the Bible: Historical Geography  por Yohanan Aharoni (1981)
- Carta Bible Atlas  por Yohanan Aharoni (2002)
- The Land of the Bible: Historical Geography  por Yohanan Aharoni (1981)
- Macmillan Bible Atlas  por Yohanan Aharoni e Michael Avi-Yonah (1993)
- Investigations at Lachish: The sanctuary and the residency  por Yohanan Aharoni (1975)
- Beer-Sheba I: Excavations at Tel: Beer-Sheba, 1969-1971 por Yohanan Aharoni (1973)

Além disso, Participou das descobertas da Caverna de Bar-Kochba, durante as escavações na região do Mar Morto, em 1953.